# Rebel Moon Part 1: A Child of Fire
Rebel Moon Part 1: A Child of Fire är en science fiction-film från 2023. Filmen är regisserad av Zack Snyder, som även skrivit manus tillsammans med Shay Hatten och Kurt Johnstad.
Filmen hade premiär på strömningstjänsten Netflix den 22 december 2023.

## Rollista (i urval)
Källa: 
- Sofia Boutella – Kora
- Djimon Hounsou – General Titus
- Ed Skrein – Atticus Noble
- Charlie Hunnam – Kai
- Michiel Huisman – Gunnar
- Cleopatra Coleman – Devra Bloodaxe
- Ray Fisher – Blood Axe
- Bae Doona – Nemesis
- Staz Nair – Tarak
- Anthony Hopkins – Jimmy (röst)
- Jena Malone – Harmada
- Cary Elwes

## Produktion

### Utveckling
Rebel Moon är inspirerad av verk från Akira Kurosawa och Star Wars-filmerna. Filmen började också att utvecklas som en Star Wars-film som Zack Snyder pitchade för Lucasfilm, under tidsperioden mellan avslutningen av prequeltrilogin 2005 och försäljningen av Lucasfilm till Walt Disney Company 2012. Efter förvärvet omutvecklades projektet av producenten Eric Newman och Snyder, först som en TV-serie, innan de bestämde sig för en film.

### Inspelning
Inspelningarna av filmen påbörjades den 19 april 2022, med Snyder som delade de första bilderna från inspelningsplatsen på Twitter den dagen. De pågick fram till den 2 december samma år, med 117 dagars filminspelning i Kalifornien.

### Postproduktion
I augusti 2023 släpptes den första trailern för filmen, där den första och andra delen av Rebel Moon bekräftades ha titeln Rebel Moon Part 1: A Child of Fire respektive Rebel Moon Part 2: The Scargiver. De båda släpptes först med PG-13-åldersgräns för att senare få en oklippt, förlängd R-version (från 17 år).

## Framtid
Zack Snyders förhoppningar med filmen är att den ska bli så stor att den kan få ett eget universum som kan byggas ut. Den 9 februari 2022 avslöjades det att Rebel Moon skulle bli en tvådelad film, med båda delarna inspelade efter varandra. Den 22 augusti 2022 bekräftades uppföljaren och i augusti 2023 avslöjades det att den skulle ha titeln Rebel Moon Part 2: The Scargiver, med premiär den 19 april 2024.
I mars 2023 avslöjade Snyder att ett TV-spel baserad på filmen var under utveckling, tillsammans med en animerad kortfilm och en grafisk roman. I juli 2023 gick Snyder ut med att han hade planer på en TV-serie med fokus på karaktären Balisarius.